# La Sangsue (film, 1956)
Pour les articles homonymes, voir Sangsue (homonymie).
Pour plus de détails, voir Fiche technique et Distribution.
La Sangsue (شباب إمرأة, Shabab emra'a) est un film égyptien réalisé par Salah Abou Seif, Ahmad El-Sabawi et Amin Yousseff Ghurab, sorti en 1956.

## Synopsis
Un jeune homme arrive au Caire et se lie avec une femme d'affaires veuve qui lui apprend de nombreuses choses sur la vie mais lui fait perdre de vue ses obligations morales.

## Fiche technique
- Titre : La Sangsue
- Titre original : شباب إمرأة (Shabab emra'a)
- Réalisation : Salah Abou Seif, Ahmad El-Sabawi et Amin Yousseff Ghurab
- Scénario : Salah Abou Seif, Sayid Bidir et Amin Yousseff Ghurab
- Musique : Fuad al-Dahiri, Foud Elzahry et Ramses Naguib
- Photographie : Wahid Farid, Kamal Karim
- Production : Wahid Farid et Ramses Naguib
- Pays :  Égypte
- Genre : Drame
- Durée : 126 minutes
- Dates de sortie : 
  -  Égypte : 9 janvier 1956

## Distribution
- Tahia Carioca : Shafaat
- Shukri Sarhan : Emam Beltaji
- Shadia : Salwa
- Abdulwareth Asar : Hasabu
- Seraj Munir : ElSharnoby Ismail
- Ferdoos Mohammed : la mère
- Abdelmonem Basiony
- Abbas El Daly
- Suleiman El-Guindy
- Mary Ezzeddin

## Distinctions
Le film a été présenté en sélection officielle en compétition au Festival de Cannes 1956.